# Tatsip Ataa
Tatsip Ataa [ˈtat͡sip aˈtaː] (nach alter Rechtschreibung Tatsip Atâ) ist eine wüst gefallene grönländische Schäfersiedlung im Distrikt Qaqortoq in der Kommune Kujalleq.

## Lage
Tatsip Ataa liegt am Igalikup Kangerlua im Seengebiet Tasikuluulik. 19 km nördlich liegt mit Igaliku der nächste größere Ort.

## Geschichte
Tatsip Ataa ist Teil des Weltkulturerbes Kujataa. Es finden sich dort Überreste der Grænlendingar, die im Mittelalter in dem Gebiet lebten. Der Ort wird heute als Schullandheim genutzt.

## Bevölkerungsentwicklung
Tatsip Ataa wird erstmals 1978 mit einem Bewohner genannt. Ab 1992 wurden keine Bewohner mehr gezählt. 2004 lebten zwei Menschen in Tatsip Ataa und 2005 einer. Seither ist der Ort wieder unbewohnt.